# Wallyson Mallmann
Wallyson Teixeira Mallmann, né le 16 février 1994 à Mato Grosso do Sul, est un footballeur brésilien. Il évolue au poste de milieu offensif.

## Biographie
Mallmann commence le football au Brésil au Espírito Santo avant de rejoindre l'Europe en passant notamment par les centres de formation du FC Bâle et de Manchester City avant de rejoindre le Sporting CP en 2011. Il joue son premier match avec l'équipe réserve lors d'une victoire quatre buts à zéreo à domicile contre le GD Chaves en entrant en fin de match à la place de Luka Stojanović. 
Le 12 août 2015, il est prêté avec option d'achat à l'OGC Nice. Il joue son premier match avec le club azurien lors de la 3e journée de Ligue 1 contre le SM Caen en remplaçant Vincent Koziello. Le 31 août 2016, durant les dernières heures du mercato, il rejoint le Standard de Liège en prêt avec option d'achat.
Il enchaine ensuite trois nouveau prêts au Moreirense FC, au Vitória Setúbal et au GD Estoril-Praia avant de quitter le club pour rejoindre le Leixões Sport Club.

## Statistiques
| Saison                | Club                     | Championnat           | Championnat | Championnat | Coupe(s) nationale(s) | Coupe(s) nationale(s) | Total | Total |
| Saison                | Club                     | Division              | M.          | B.          | M.                    | B.                    | M.    | B.    |
| 2013-2014             | Sporting CP B            | Segunda Liga          | 26          | 5           | -                     | -                     | 26    | 5     |
| 2014-2015             | Sporting CP B            | Segunda Liga          | 40          | 5           | -                     | -                     | 40    | 5     |
| 2017-2018             | Sporting CP B            | Segunda Liga          | 7           | 0           | -                     | -                     | 7     | 0     |
| Sous-total            | Sous-total               | Sous-total            | 73          | 10          | -                     | -                     | 73    | 10    |
| 2014-2015             | Sporting CP              | Primeira Liga         | 1           | 0           | 4                     | 0                     | 5     | 0     |
| 2015-2016             | OGC Nice (prêt)          | Ligue 1               | 17          | 0           | 3                     | 0                     | 20    | 0     |
| 2016-2017             | Standard de Liège (prêt) | Jupiler League        | 2           | 0           | -                     | -                     | 2     | 0     |
| 2016-2017             | Moreirense FC (prêt)     | Liga NOS              | 1           | 0           | -                     | -                     | 1     | 0     |
| 2017-2018             | Vitória Setúbal (prêt)   | Liga NOS              | 7           | 0           | -                     | -                     | 7     | 0     |
| 2018-2019             | GD Estoril (prêt)        | Segunda Liga          | 10          | 0           | 2                     | 0                     | 12    | 0     |
| 2020-2021             | Leixões SC               | Segunda Liga          | 1           | 0           | 1                     | 0                     | 2     | 0     |
| 2021-2022             | Leixões SC               | Segunda Liga          | 2           | 0           | 1                     | 0                     | 3     | 0     |
| 2022-2023             | AC Marinhense            | Campeonato            | 9           | 1           | -                     | -                     | 9     | 1     |
| Total sur la carrière | Total sur la carrière    | Total sur la carrière | 123         | 11          | 11                    | 0                     | 134   | 11    |